# Paine (ort)
Paine är en ort i Chile.   Den ligger i kommunen Paine i provinsen Provincia de Maipo och regionen Región Metropolitana de Santiago, i den mellersta delen av landet, 40 km söder om huvudstaden Santiago de Chile. Paine ligger 407 meter över havet och antalet invånare är 32 766.
Terrängen runt Paine är platt norrut, men söderut är den kuperad. Närmaste större samhälle är Buin, 8,4 km norr om Paine. 
Trakten runt Paine består till största delen av jordbruksmark. Runt Paine är det ganska tätbefolkat, med 54 invånare per kvadratkilometer.